# Rebecca Pow
Rebecca Faye Clark, née le 10 octobre 1960 dans le Somerset, connue sous le nom de Rebecca Pow, est une femme politique, membre du Parti conservateur britannique. Elle est députée pour Taunton Deane de 2015 à 2024.  
De 2019 à 2022, elle occupe le poste de sous-secrétaire d’État à l'Environnement et à la Ruralité, après avoir été sous-secrétaire d'État à la Culture, aux Médias et au Sport de mai à septembre 2019. D'octobre 2022 à juillet 2024, elle est sous-secrétaire d’État à la résilience environnementale.

## Jeunesse et Carrière
Elle grandit dans une ferme familiale à Inglesbatch près de Bath, travaillant sur la ferme pendant son adolescence. Elle est une membre active du Bath et du Taunton Young Farmers Club où elle rencontre son mari, Charles Clark. Ils sont mariés pendant 27 ans jusqu'à sa mort en 2019 et ont 3 enfants.
Après avoir fréquenté l'école du village de Priston, elle poursuit ses études au couvent La Sainte Union à Bath. Après une année sabbatique, elle obtient un BSc (Hons) du Wye College, Université de Londres, en études de l'environnement rural. 
Elle fait carrière à la radio et à la télévision, notamment en travaillant pour HTV à Bristol et BBC Radio 4. Elle dirige également le Taste of Somerset, la première initiative indépendante pour les producteurs locaux d'aliments et de boissons, qui devient finalement The Taste of the West. En 2003, Rebecca quitte ITV West pour créer Pow Productions, spécialisée dans les communications et les relations publiques en se concentrant sur le rural, l'environnement, l'agriculture, l'alimentation et le jardinage en particulier.

## Carrière politique

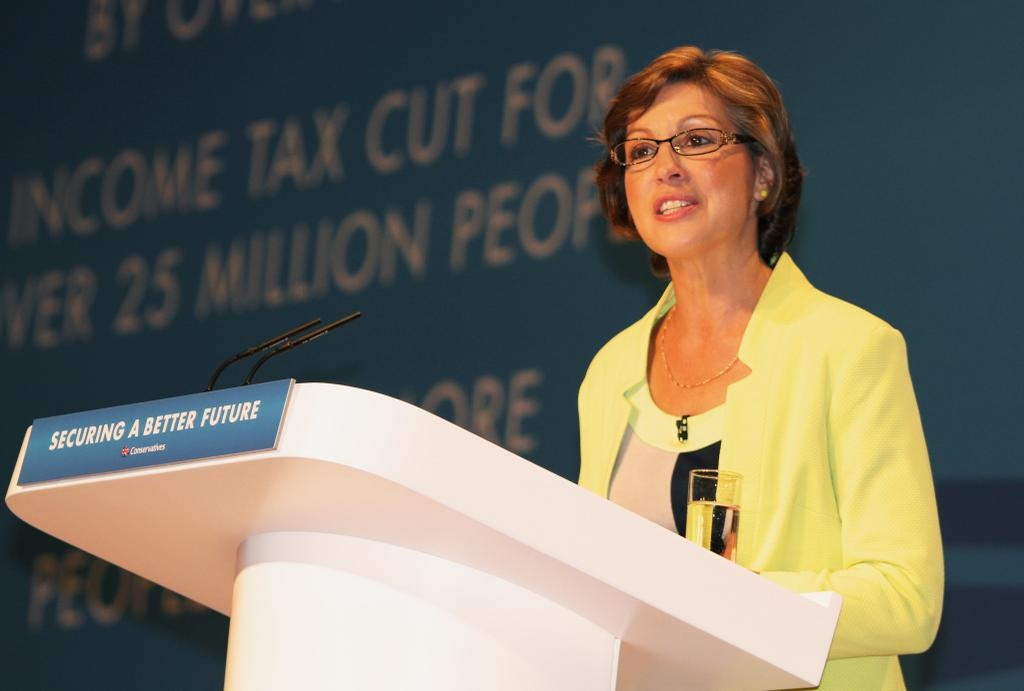
Rebecca Pow s'exprimant lors de la conférence du Parti conservateur de 2014

Se présentant aux élections pour la première fois au Parlement en mai 2015, elle devient députée de Taunton Deane, prenant le siège du démocrate libéral en exercice avec une majorité de 15491 voix (26,8% des voix). En juillet 2016, elle est nommée secrétaire privé parlementaire (PPS) de Gavin Barwell, ministre du Logement, de la Planification et ministre de Londres au ministère des Communautés et des Gouvernements locaux (DCLG). Elle soutient les mesures prises par le gouvernement conservateur pour plafonner l’État-providence, améliorer l'éducation et les opportunités pour les jeunes, contrôler l'immigration, lutter contre le déficit. Elle se décrit comme « une conservatrice traditionnelle avec une touche de contemporain avec [sa] touche de vert ajoutée! ». Elle déclare qu'elle voterait pour rester lors du référendum de 2016 sur l'adhésion du Royaume-Uni à l'UE. 
Elle est auparavant conseiller paroissial de Stoke St Mary et administrateur du Somerset Wildlife Trust. Elle démissionne de son poste de vice-présidente du Somerset Wildlife Trust en juin 2018, à la suite d'une pétition en ligne critiquant son soutien à l'abattage des blaireaux. 
Lors des élections générales de 2017, elle est réélue comme députée de Taunton Deane. Alors que sa part de vote augment de 4,8%, le vote de la candidate locale Lib Dem augmente de 6,3% - la majorité de Pow passe donc de 26,8% à 25,2%.   
En 2018, elle reçoit un Green Heart Hero Award décerné par The Climate Coalition, une coalition de plus de 100 organismes de bienfaisance et groupes communautaires à travers le Royaume-Uni, pour avoir été la "nouvelle députée la plus verte" pour son travail environnemental. Cependant, elle est critiquée pour ses positions sur la fracturation hydraulique, la destruction de Forêt ancienne pour HS2 et la grande quantité de nouvelles maisons en construction dans sa circonscription. Elle exerce les fonctions de secrétaire parlementaire parlementaire (PPS) au sein de l'équipe ministérielle du ministère de l'Environnement, de l'Alimentation et des Affaires rurales, avant de servir comme PPS de la secrétaire d'État au Travail et aux Pensions Esther McVey jusqu'à sa nomination ministérielle en mai 2019. 
Elle est sous-secrétaire d'État à la Culture, aux Médias et au Sport de mai à septembre 2019, sous-secrétaire d’État à l'Environnement et à la Ruralité du 10 septembre 2019 au 7 juillet 2022, et sous-secrétaire d’État à la Résilience environnementale du 26 octobre 2022 au 5 juillet 2024.